# Хавайиан-Бичис
Хавайиан-Бичис (англ. Hawaiian Beaches) — статистически обособленная местность, расположенная в округе Гавайи (штат Гавайи, США) с населением в 3709 человек по статистическим данным переписи 2000 года.

## География
По данным Бюро переписи населения США статистически обособленная местность Хавайиан-Бичис имеет общую площадь в 66,3 квадратных километров, из которых 65,79 кв. километров занимает земля и 0,26 кв. километров — вода. Площадь водных ресурсов округа составляет 0,39 % от всей его площади.
Статистически обособленная местность Хавайиан-Бичис расположена на высоте 78 метров над уровнем моря.

## Демография
По данным переписи населения 2000 года в Хавайиан-Бичис проживало 3709 человек, 923 семьи, насчитывалось 1192 домашних хозяйств и 1383 жилых дома. Средняя плотность населения составляла около 56,3 человек на один квадратный километр. Расовый состав Хавайиан-Бичис по данным переписи распределился следующим образом: 27,99 % белых, 0,65 % — чёрных или афроамериканцев, 0,49 % — коренных американцев, 16,69 % — азиатов, 15,45 % — выходцев с тихоокеанских островов, 37,69 % — представителей смешанных рас, 1,05 % — других народностей. Испаноговорящие составили 15,64 % от всех жителей статистически обособленной местности.
Из 1192 домашних хозяйств в 37,0 % — воспитывали детей в возрасте до 18 лет, 54,3 % представляли собой совместно проживающие супружеские пары, в 17,6 % семей женщины проживали без мужей, 22,5 % не имели семей. 17,5 % от общего числа семей на момент переписи жили самостоятельно, при этом 6,4 % составили одинокие пожилые люди в возрасте 65 лет и старше. Средний размер домашнего хозяйства составил 3,11 человек, а средний размер семьи — 3,49 человек.
Население статистически обособленной местности по возрастному диапазону по данным переписи 2000 года распределилось следующим образом: 31,7 % — жители младше 18 лет, 8,5 % — между 18 и 24 годами, 24,2 % — от 25 до 44 лет, 24,5 % — от 45 до 64 лет и 11,2 % — в возрасте 65 лет и старше. Средний возраст жителей составил 34 года. На каждые 100 женщин в Хавайиан-Бичис приходилось 98,9 мужчин, при этом на каждые сто женщин 18 лет и старше приходилось 96,7 мужчин также старше 18 лет.
Средний доход на одно домашнее хозяйство в статистически обособленной местности составил 28 467 долларов США, а средний доход на одну семью — 30 104 доллара. При этом мужчины имели средний доход в 30 037 долларов США в год против 21 886 долларов среднегодового дохода у женщин. Доход на душу населения в статистически обособленной местности составил 11 267 долларов в год. 23,8 % от всего числа семей в округе и 28,6 % от всей численности населения находилось на момент переписи населения за чертой бедности, при этом 38,3 % из них были моложе 18 лет и 13,8 % — в возрасте 65 лет и старше.